# Relações de recorrência lineares com coeficientes constantes
Uma relação de recorrência linear com coeficientes constantes é uma relação de recorrência da forma:
{\displaystyle a_{n}=c_{1}\ a_{n-1}+c_{2}\ a_{n-2}+\ldots +c_{d}\ a_{n-d}+c(n)\,}
em que o objetivo é expressar o termo geral an como uma função de n.
A relação é linear porque os termos da sequência aparecem de forma linear, ou seja, cada termo é uma combinação linear dos termos anteriores.
A ordem da relação é d.
A relação é homogênea quando c(n) = 0.

## Esboço da solução
Cada solução é determinada unicamente pelos valores iniciais, {\displaystyle a_{0},a_{1},\ldots ,a_{d-1}\,}. É fácil ver que as soluções da relação de recorrência linear homogênea com coefientes constantes
{\displaystyle a_{n}=c_{1}\ a_{n-1}+c_{2}\ a_{n-2}+\ldots +c_{d}\ a_{n-d}\,}
formam um espaço vetorial de dimensão d.
Portanto, se SH representar as soluções da relação homogênea, e SP for uma solução particular do caso geral, então S = SH + SP será uma solução geral.

## Solução da relação homogênea
É fácil ver que an = λn será uma solução da relação de recorrência
{\displaystyle a_{n}=c_{1}\ a_{n-1}+c_{2}\ a_{n-2}+\ldots +c_{d}\ a_{n-d}\,}
sempre que λ for uma raiz do polinômio
{\displaystyle p(t)=t^{d}-c_{1}t^{d-1}-c_{2}t^{d-2}-\ldots -c_{d}\,}
Este polinômio é chamado de polinômio característico. Se uma raiz λ deste polinômio tem multiplicidade r maior que 1, então também são soluções, além de λn, as sequências {\displaystyle n\ \lambda ^{n},n^{2}\ \lambda ^{n},\ldots ,n^{r-1}\ \lambda ^{n}\,}.
Ou seja, as raízes do polinômio caracteristico resolvem completamente o problema, ao fornecer uma base para a solução homogênea.